# Tibor Selymes
Tibor Selymes (ur. 14 maja 1970 w Bălan) – rumuński piłkarz grający na pozycji lewego obrońcy.

## Kariera klubowa
Selymes urodził się w rodzinie pochodzenia węgierskiego. Piłkarską karierę rozpoczął w klubie FC Brașov, gdzie najpierw występował w drużynach młodzieżowych, a w 1987 roku awansował do kadry pierwszego zespołu. 6 marca 1988 roku zadebiutował w pierwszej lidze w wygranym 3:0 domowym spotkaniu z CSM Suceava. W zespole z Braszowa Tibor występował przez trzy sezony, a latem 1990 roku przeszedł do Dinama Bukareszt. W swoim pierwszym sezonie spędzonym w stołecznym zespole zajął 3. miejsce, ale już rok później wywalczył swoje pierwsze w karierze mistrzostwo Rumunii. Natomiast w 1993 roku został wicemistrzem kraju. Ogółem w lidze rumuńskiej przez 6 lat wystąpił 158 meczach i strzelił 10 bramek.
Latem 1993 Selymes wyjechał do Belgii. Jego pierwszym klubem w tym kraju był Cercle Brugge. W Cercle występował przez pełne trzy sezony w podstawowym składzie, a największym sukcesem było zajęcie 8. miejsca w 1996 roku. Latem po sezonie Rumun przeszedł do jednego z czołowych klubów w kraju, RSC Anderlecht. Przez pierwsze dwa sezony grał w wyjściowym składzie, jednak „Fiołki” dwukrotnie zajęły 4. pozycję w Eerste Klasse. Sezon później przegrał rywalizację z Glenem De Boeckiem i Lorenzo Staelensem i latem 1999 odszedł do Standardu Liège, z którym w 2001 roku zajął 3. pozycję w belgijskiej ekstraklasie. Ogółem na belgijskich boiskach zagrał 184 razy i ośmiokrotnie trafił do siatki rywala.
W 2001 roku Tibor opuścił Belgię i trafił na Węgry. Przez jeden sezon bronił barw Haladásu Szombathely, z którym zajął jednak przedostatnią lokatę i spadł do drugiej ligi. Następnie został piłkarzem Debreceni VSC i najpierw zakończył sezon na 4. pozycji, a rok później na 3. Sezon 2004/2005 Selymes spędził w cypryjskim AEL Limassol i po nim zakończył sportową karierę w wieku 35 lat.
| Sezon   | Klub                | Kraj    | Rozgrywki     | Mecze | Bramki |
| ------- | ------------------- | ------- | ------------- | ----- | ------ |
| 1987/88 | FC Brașov           | Rumunia | Divizia A     | 12    | 1      |
| 1988/89 | FC Brașov           | Rumunia | Divizia A     | 21    | 1      |
| 1989/90 | FC Brașov           | Rumunia | Divizia A     | 31    | 1      |
| 1990/91 | FC Dinamo Bukareszt | Rumunia | Divizia A     | 26    | 2      |
| 1991/92 | FC Dinamo Bukareszt | Rumunia | Divizia A     | 27    | 0      |
| 1992/93 | FC Dinamo Bukareszt | Rumunia | Divizia A     | 30    | 4      |
| 1993/94 | Cercle Brugge       | Belgia  | Eerste Klasse | 24    | 1      |
| 1994/95 | Cercle Brugge       | Belgia  | Eerste Klasse | 28    | 0      |
| 1995/96 | Cercle Brugge       | Belgia  | Eerste Klasse | 31    | 3      |
| 1996/97 | RSC Anderlecht      | Belgia  | Eerste Klasse | 30    | 1      |
| 1997/98 | RSC Anderlecht      | Belgia  | Eerste Klasse | 23    | 1      |
| 1998/99 | RSC Anderlecht      | Belgia  | Eerste Klasse | 11    | 1      |
| 1999/00 | RSC Anderlecht      | Belgia  | Eerste Klasse | 1     | 0      |
| 1999/00 | Standard Liège      | Belgia  | Eerste Klasse | 20    | 1      |
| 2000/01 | Standard Liège      | Belgia  | Eerste Klasse | 16    | 0      |
| 2001/02 | Haladás Szombathely | Węgry   | Borsodi Liga  | 8     | 0      |
| 2002/03 | Debreceni VSC       | Węgry   | Borsodi Liga  | 24    | 3      |
| 2003/04 | Debreceni VSC       | Węgry   | Borsodi Liga  | 13    | 1      |
| 2004/05 | AEL Limassol        | Cypr    | Division A    | 8     | 1      |

## Kariera reprezentacyjna
W reprezentacji Rumunii Selymes zadebiutował 26 sierpnia 1992 roku w wygranym 2:0 towarzyskim meczu z Meksykiem. W 1994 roku był w kadrze Rumunii na Mistrzostwach Świata w USA. Tam był podstawowym zawodnikiem i wystąpił w czterech meczach: z Kolumbią (3:1) i USA (1:0), a następnie w meczu 1/8 finału z Argentyną (3:2) oraz w ćwierćfinale ze Szwecją, w którym w serii rzutów karnych Szwedzi wygrali 5:4. W dwóch ostatnich był karany żółtymi kartkami.
W 1996 roku Selymes został powołany przez Anghela Iordănescu na Mistrzostwa Europy w Anglii. Zaliczył tam trzy mecze: przegrane 0:1 z Francją, 0:1 z Bułgarią i 1:2 z Hiszpanią. W 1998 roku był członkiem kadry na Mistrzostwa Świata we Francji, jednak był tylko rezerwowym i nie wystąpił ani minuty. W 1999 roku zakończył swoją przygodę z kadrą narodową, w której wystąpił 46 razy i nie strzelił gola.